# Anolis luteosignifer
Espèce
Synonymes
- Norops luteosignifer (Garman, 1887)

Anolis luteosignifer est une espèce de sauriens de la famille des Dactyloidae.

## Répartition
Cette espèce est endémique de Cayman Brac dans les îles Caïmans.

## Publication originale
- Garman, 1888 : Reptiles and batrachians from the Caymans and from the Bahamas Collected by Prof. C. J. Maynard for the Museum of Comparative Zoology at Cambridge. Massachusetts Bulletin of the Essex Institute, vol. 20, p. 101-113 (texte intégral).